# 東急自動車学校
東急自動車学校（とうきゅうじどうしゃがっこう）は、東京都多摩市にある東京都公安委員会指定自動車教習所。学校法人五島育英会が運営しており、東急グループに属する。東京都道158号小山乞田線（尾根幹線道路）に面している。母体には4工大の東京都市大学がある。

「東急カード使用時割引（カード決済）」の加盟店。

## 沿革
- 1955年（昭和30年）4月7日 - 大田区田園調布2丁目1375番地に開校[1]。
- 1968年（昭和43年） - 世田谷区上野毛2丁目（二子玉川）に移転[2]。
- 2009年（平成21年）
  - 11月30日 - 二子玉川地区の都市計画事業実施による世田谷区の要請により、上野毛での営業を終了[2]。
  - 12月10日 - 多摩市唐木田3丁目6番地（現在地）に移転し、営業を開始[2]。同日から愛称に「東急ドライビングスクール」を採用した。

## 教習車種等
- 普通自動車：トヨタ・カローラアクシオ
- 普通自動二輪車:ホンダ・シルバーウイング、ホンダ・CB400スーパーフォア
- 大型自動車：日野・プロフィア、三菱ふそう・スーパーグレート
- 中型自動車：日野・レンジャー、三菱ふそう・ファイター
- 準中型自動車：いすゞ・エルフ
- 大型自動二輪車：ホンダ・NC750L、ハーレーダビッドソン・XL883R
- 小型自動二輪車：ホンダ・リード、ホンダ・CB125T
- 牽引自動車：日野・レンジャー
- 大型二種：いすゞ・エルガ
- 中型二種：日野・ブルーリボンII
- ペーパードライバー教習
- 各種限定解除審査

ほか

## アクセス
所在地
- 東京都多摩市唐木田3丁目6番地
  - 無料送迎バスを運行しており、最寄り駅の小田急多摩線唐木田駅、京王相模原線京王堀之内駅などを巡回している[3]。
- 世田谷時代は二子玉川園駅、田園調布駅などから無料送迎バス、または東急バス「玉11」系統「東急自動車学校前」バス停下車。
- 田園調布時代は多摩川園駅から徒歩2分[1]。

## 休校日
- 原則として、年末年始を除き年中無休（但し、イベント等により臨時休業する場合がある）。

## その他
- この学校では技能教習を受ける際、指導員(先生)を選択出来る。また指名制度がある。
- バイク教習は、その他の車種と違う専用のコースで行われている。
- 高速道路運転教習はシミュレーターを使用して行う[4]。
  - 世田谷時代は第三京浜道路で、実車教習が行われていた。
- 大型教習車にはドライブレコーダーを装着している。
- 世田谷時代は東急自動車整備専門学校が併設されていた。教習所と専門学校の跡地は整備され二子玉川公園の一部となっている。
  - 当時は、23区西側で大型車、大型二種の免許が取れる唯一の教習所であった。
  - 世田谷時代の普通教習車はマツダ・アクセラ（その前はマツダ・ファミリア、日産・ローレル）だった。
  - 世田谷区たまがわ花火大会の会場に近かったため、夏期入校者への特典として校内に花火大会の特別観覧席を設置していた[5]。
- 教習車・送迎バスのナンバーはすべて「・109」（東急）である。